# Arsèguel
Arsèguel è un comune spagnolo di 103 abitanti situato nella comunità autonoma della Catalogna.